# Haplochromis microdon
Haplochromis microdon är en fiskart som först beskrevs av Boulenger, 1906.  Haplochromis microdon ingår i släktet Haplochromis och familjen Cichlidae. IUCN kategoriserar arten globalt som akut hotad. Inga underarter finns listade i Catalogue of Life.